# Šarlince
Šarlince (cyr. Шарлинце) – wieś w Serbii, w okręgu jablanickim, w mieście Leskovac. W 2011 roku liczyła 774 mieszkańców.